# 유성준 (1860년)
유성준(兪星濬, 1860년 음력 9월 7일 ~ 1934년 양력 2월 27일)은 조선 말기의 개화파 인물로 일제강점기에 고위 관료를 역임했다. 개화파 정치인 유길준의 동생이며, 유만겸, 유억겸의 숙부이다. 한일 합방 이후 관직에 임용되어 관료로 활동하였다. 아호는 긍재(兢齋)이고 본관은 기계(杞溪)이다.

## 생애

### 생애 초반
갑오경장에 참여한 개화 관료 유길준의 친동생이다. 그는 유길준의 부탁을 받은 김옥균의 후원으로 잠시 일본 유학을 다녀온 경험이 있다. 유길준은 그의 유학 기간 중 갑신정변을 시도했다가 실패했다.
이후 귀국하여 유길준과 함께 갑오경장에 참가했다. 유성준은 농상공부 회계국장을 맡았다가 아관파천으로 친일 개화파가 실각하자 유길준과 더불어 일본으로 망명했다. 일본에 머무는 동안 메이지 법률학교에서 수학하면서 그동안 익힌 재무 및 조세 분야 뿐 아니라 법학 분야에서도 전문적인 지식을 쌓게 되었다.

### 신앙 활동
아관파천으로 득세한 친러파가 몰락하면서 그도 사면을 받게 갑오경장 관련자들 가운데서는 비교적 이른 1902년에 귀국했다. 그러나 그가 귀국한 직후 유길준이 일심회 사건에 연루되면서 유성준도 체포, 구금되었다. 유성준은 감방 안에서 이상재, 이원긍, 이준, 신흥우, 이승만 등의 개화파 청년들을 만나 성서를 읽게 되었다.
이들은 독립협회 사건 등으로 비슷한 시기에 구금되어 온 인물들이었고, 한성감옥 안에서 많은 독서를 하면서 감옥 학교를 열어 학습하다가 기독교를 받아들이게 되었다. 유성준도 이때 기독교에 깊이 감화를 받았고 이어지는 황해도 유배 기간 중 황주교회에서 입교하였다.

### 정치, 관료 활동
1905년 풀려난 그는 일본의 세력이 커지는 가운데 일본통 관료로서 계속 승진 가도를 달렸다. 군수 벼슬을 시작으로 내부의 관직에 올랐으며, 한일 병합 조약 체결 이후로는 충청북도와 경기도 참여관, 충청남도와 강원도 지사(1927) 등으로 총독부의 고위 관료를 역임했다. 1921년에는 조선총독부 중추원 참의에 임명되기도 했다.
그는 이렇게 일제에 협력하는 관료로 일하는 가운데서도 기독교 기반의 교육 계몽 운동에 관심을 기울였다. 유배에서 돌아오자마자 한성부의 연동교회에서 세례를 받았고, 이후 박승봉 등 비슷한 신분의 기독교인들과 함께 '양반 교회'로 유명한 안동교회를 설립했으며, 1921년 기독교 계열 출판사로 한글 서적을 발행하는 광문사를 세웠다.
대한교육협회를 창설하는 등 교육 사업에 대한 관심으로 박승봉과 함께 기호학교를 설립하여 교장을 지냈으며, 보성전문학교 교장도 역임했다. 국산품 애용 운동 조직인 조선물산장려회 설립에 참가하여 이사장에 올랐고, 사립 대학 설립을 위한 조선민립대학기성회에 참여하였다. 조선기독교청년회전국연합회(YMCA)에서 활동하며 흥업구락부를 결성하는데도 참가했다. 유성준은 박승봉과 함께 친일파로 분류되는 관료 가운데 개량적 민족주의 운동에 꾸준히 관심을 보인 대표적인 인물이다.

## 사후
2002년 민족정기를 세우는 국회의원모임이 발표한 친일파 708인 명단과 2008년 민족문제연구소에서 친일인명사전에 수록하기 위해 정리한 친일인명사전 수록예정자 명단에 조카인 유만겸과 함께 선정되었다. 민족문제연구소의 명단에는 그의 딸 유각경과, 유만겸의 동생인 유억겸도 포함되어 있으며 2009년 친일반민족행위진상규명위원회가 발표한 친일반민족행위 705인 명단에도 포함되었다.

## 가족 관계
- 양 증조부 : 유돈환(兪敦煥)
- 생 증조부 : 유인환(兪仁煥)
  - 할아버지 : 유치홍(兪致弘, 1800년 - ?)
    - 숙부 : 유진태, 멕시코로 이민[3]
      - 사촌 : 유필준(兪弼濬, 멕시코 이름은 페드로 유)
      - 사촌 제수 : 조선 여자
        - 당조카 : 윌리엄 유(1921년 - )
        - 당질부 : 사라 공(1922년 - ), 한국계 이주민의 후손
          - 재종손 : 가브리엘 유(1950년 - )

      - 사촌 제수 : 멕시코 여자, 유필준의 후처
      - 당조카 : 엔리케 유(1924년 - ), 한국명 유영근
      - 당질부 :마리아 앨레나(1928년 - ), 멕시코인
        - 재종손녀 : 노라 유(1954년 - ), 멕시코의 상원 의원

      - 당조카 : 유영윤(1933년 - ), 다시 한국 서울로 이주

    - 아버지 : 유진수(兪鎭壽, 1825년 - 1898년)
    - 어머니 : 한산이씨(韓山李氏, 1824년 - 1900년)
      - 형님 : 유회준(兪會濬, 1847년), 호는 창랑(滄浪)
        - 조카 : 유옥겸(兪鈺兼, 1883년 ~ 1922년)

      - 형님 : 유길준(兪吉濬, 1856년 ~ 1914년)
      - 형수 : 경주김씨(慶州金氏, ? - 1874년)
      - 형수 : 충주이씨(忠州李氏, ? - ?)
        - 조카 : 유만겸(兪萬兼, 1889년 7월 13일 ~ 1944년 12월 13일)
        - 질부 : 이름 미상, 함경북도의 중인 출신 며느리, 유만겸의 본처
        - 질부 : 파평윤씨
          - 종손 : 유병덕(兪炳德, 1932년 - 2000년 6월 20일), 감사원 제1국장[4], 제4국장, 감사원 심의실장 역임[5]

        - 조카 : 유억겸(兪億兼, 1896년 10월 23일 ~ 1947년 11월 8일)
        - 질부 : 해평윤씨

      - 부인 : 이름모름
        - 장녀 : 유각경(兪珏卿, 1892년 ~ 1966년 9월 7일)

  - 외할아버지 : 이경직(李敬稙)

## 같이 보기
- 조선총독부 중추원
- 안동교회
- 흥업구락부

## 참고 자료
- 반민족문제연구소 (1993년 2월 1일). 〈유성준 유만겸 유억겸 : 유길준의 양면성 ‘극복’한 유씨 일가의 친일상 (김도형)〉. 《친일파 99인 1》. 서울: 돌베개. ISBN 9788971990117.
- 안동교회 역사편찬위원회 (2001년 8월). http://www.andong-ch.org/upload/main/90history.pdf |장url=은 제목을 필요로 함 (도움말) (PDF). 《안동교회 90년사》. 서울: 안동교회.